# Sierhiejczyki
Sierhiejczyki (biał. Сяргейчыкі; ros. Сергейчики) – wieś na Białorusi, w obwodzie witebskim, w rejonie miorskim, w sielsowiecie Jazno.
Dawniej używane nazwy – Siergiejczyki.

## Historia
W czasach zaborów w gminie Jazno, w powiecie dzisieńskim, w guberni wileńskiej Imperium Rosyjskiego.
W latach 1921–1945 wieś leżała w Polsce, w województwie wileńskim, w powiecie dziśnieńskim, w gminie Jazno.
Według Powszechnego Spisu Ludności z 1921 roku zamieszkiwało tu 81 osób, wszystkie były wyznania prawosławnego i zadeklarowały białoruską przynależność narodową. Było tu 15 budynków mieszkalnych. W 1931 w 14 domach zamieszkiwało 93 osoby.
Wierni należeli do parafii rzymskokatolickiej w Jaźnie i prawosławnej w Błosznikach. Miejscowość podlegała pod Sąd Grodzki w Dziśnie i Okręgowy w Wilnie; właściwy urząd pocztowy mieścił się w Jaźnie.
Umiejscowiona była tu strażnica KOP „Siergiejczyki”. W 1932 roku obsada strażnicy zakwaterowana była w budynku KOP.
17 września 1939 Sowieci zaatakowali strażnicę KOP „Siergiejczyki”. 
W wyniku napaści ZSRR na Polskę we wrześniu 1939 miejscowość znalazła się pod okupacją sowiecką. 2 listopada została włączona do Białoruskiej SRR. Od czerwca 1941 roku pod okupacją niemiecką. W 1944 miejscowość została ponownie zajęta przez wojska sowieckie i włączona do obwodu witebskiego Białoruskiej SRR.
Od 1991 w składzie niepodległej Białorusi.